# The Roop
The Roop est un groupe musical lituanien. Formé en 2014, le groupe est composé de Vaidotas Valiukevičius, Robertas Baranauskas et Mantas Banišauskas. Le groupe a sorti deux albums - To Whom It May Concern en 2015 et Ghosts en 2017, ainsi qu'un extended play Yes, I Do en 2018. Ils devaient représenter la Lituanie au Concours Eurovision de la chanson 2020 avec leur chanson "On Fire" après avoir remporté la sélection nationale de leur pays avant qu'il ne soit annulé,.
Ils remportent la sélection nationale lituanienne pour le Concours Eurovision de la chanson 2021 grâce à leur titre Discoteque et représentent par conséquent la Lituanie lors de la finale du 22 mai.

## Membres
- Vaidotas Valiukevičius
- Robertas Baranauskas
- Mantas Banišauskas